# Bash in Berlin
Bash in Berlin – gala wrestlingu, wyprodukowana przez federację WWE dla zawodników z brandów Raw i SmackDown. Odbyła się 31 sierpnia 2024 w Uber Arena w Berlinie w Niemczech. Gala była transmitowana w systemie pay-per-view (PPV) i transmisji na żywo, co było pierwszą galą WWE w formacie PPV i transmisji na żywo, która odbyła się w Niemczech.
Na gali odbyło się pięć walk. W walce wieczoru, która był główną walką na Raw, Gunther pokonał Randy’ego Ortona poprzez techniczne poddanie i obronił World Heavyweight Championship. W walce otwarcia, który był główną walką SmackDown, Cody Rhodes pokonał Kevina Owensa i obronił Undisputed WWE Championship.

## Produkcja

### Tło
25 października 2023 roku, amerykańska promocja wrestlingu WWE ogłosiła, że zorganizuje swoją pierwszą w historii galę w systemie pay-per-view (PPV) i transmisji na żywo w Niemczech o nazwie Bash in Berlin. Galę zaplanowano na sobotę, 31 sierpnia 2024 roku w Uber Arena (dawniej Mercedes-Benz Arena) w Berlinie w Niemczech, a wzięli w niej udział zapaśnicy z brandów Raw i SmackDown. Gala była transmitowana w tradycyjnym systemie PPV na całym świecie oraz w serwisach transmisji na żywo Peacock w Stanach Zjednoczonych i WWE Network na większości rynków międzynarodowych. Ogłoszono również, że 30 sierpnia odcinek Friday Night SmackDown zostanie wyemitowany na żywo w tym samym miejscu, co było pierwszą transmisją programu z Niemiec. Bilety trafiły do sprzedaży 30 listopada 2023 roku. Dodatkowe pięć nocy występów WWE Live w Europie poprzedzających piątkowe SmackDown również zostało zaplanowanych w ramach trasy „Road to Bash in Berlin”, zakończonej samym Bash in Berlin. Oficjalną piosenką przewodnią gali była „Ratatata” w wykonaniu Babymetal i Electric Callboy.

### Rywalizacje
Bash in Berlin oferowało walki profesjonalnego wrestlingu z udziałem wrestlerów należących do brandów Raw i SmackDown. Oskryptowane rywalizacje (storyline’y) kreowane będą podczas cotygodniowych gal Raw i SmackDown. Wrestlerzy są przedstawieni jako heele (negatywni, źli zawodnicy i najczęściej wrogowie publiki) i face’owie (pozytywni, dobrzy i najczęściej ulubieńcy publiki), którzy rywalizują pomiędzy sobą w seriach walk mających budować napięcie. Kulminacją rywalizacji jest walka wrestlerska lub ich seria.

#### Pojedynek o World Heavyweight Championship
Na King and Queen of the Ring w maju, Gunther z Raw pokonał Randy’ego Ortona ze SmackDown w finale turnieju King of the Ring, co zapewniło mu walkę o World Heavyweight Championship z Raw na SummerSlam w sierpniu. Jednak podczas finału King of the Ring ramię Ortona nie znajdowało się całkowicie na macie, gdy sędzia policzył przypięcie. Po gali dyrektor ds. treści WWE Paul „Triple H” Levesque zauważył błąd i powiedział, że decyzja sędziego jest ostateczna, ale prawdopodobnie dojdzie do rewanżu pomiędzy nimi. Na SummerSlam Gunther zdobył World Heavyweight Championship, a podczas jego przemówienia na kolejnym Raw przerwał mu Orton, który zauważył, że z powodu tego błędu w finale King of the Ring ostatecznie pozwolił Guntherowi zostać mistrzem. Następnie powiedział, że chce rewanżu na Bash in Berlin, aby móc odebrać Guntherowi tytuł World Heavyweight Championship. Gunther przyjął wyzwanie. Później ustalono, że jeśli Orton zdobędzie mistrzostwo, zostanie przeniesiony na Raw, a Gunther przeniesiony na SmackDown.

#### Pojedynek o Undisputed WWE Championship
Na SummerSlam, Cody Rhodes obronił Undisputed WWE Championship przeciwko Solo Sikoa w Bloodline Rules matchu, który obejmował pomoc Kevina Owensa w odpieraniu innych członków The Bloodline (Jacoba Fatu, Tama Tonga i Tonga Loa). Na następnym odcinku SmackDown, gdy Rhodes miał właśnie powiedzieć, przeciwko komu chce bronić tytułu na Bash in Berlin, przerwał mu The Bloodline (Sikoa i The Tongans), ponieważ Sikoa chciał rewanżu. Rhodes odmówił, stwierdzając, że Sikoa na to nie zasłużył, a gdy The Bloodline miał już wejść na ring i zaatakować Rhodesa, Owens ponownie przyszedł mu z pomocą. Po wycofaniu się The Bloodline Rhodes powiedział, że ze względu na to, że Owens pomagał Rhodesowi w odpieraniu The Bloodline, czuł, że Owens zasługiwał na szansę i chciał bronić tytuł przeciwko Owensowi, który uważał, że nie zasłużył na niego ze względu na swój rekord wygranych/przegranych. Następnie Rhodes wyszedł, aby porozmawiać z Generalnym Menadżerem SmackDown, Nickiem Aldisem, aby zatwierdzić walkę i pomimo sprzeciwu Owensa, walka została uznana za oficjalną.

#### Damian Priest i Rhea Ripley vs. "Dirty" Dominik Mysterio i Liv Morgan
Na SummerSlam, Liv Morgan pokonała Rheę Ripley i obroniła Women’s World Championship po pozornie przypadkowej ingerencji ze strony ukochanej Ripley na ekranie i współtowarzysza stajni z Judgment Day, "Dirty" Dominika Mysterio. Jednak po walce Mysterio zdradził Ripley i pocałował Morgan, kończąc ich współpracę. Później tej nocy, inny członek Judgment Day, Damian Priest, stracił World Heavyweight Championship na rzecz Gunthera po tym, jak został zdradzony przez innego kolegę stajennego Finna Bálora. Na następnym odcinku Raw, Bálor ekskomunikował Priesta i Ripley z grupy, a wraz z Morgan, JD McDonaghem i Carlito przeformułowali Judgment Day. Później tej nocy, Priest został zaatakowany przez Bálora podczas jego walki z McDonaghem, zanim Ripley wyszedła mu na ratunek. Tydzień później, mixed tag team match pomiędzy Priestem i Ripley, znanymi obecnie jako The Terror Twins, a Mysterio i Morgan, został oficjalnie ogłoszony na Bash in Berlin.

#### CM Punk vs. Drew McIntyre
Na SummerSlam, Drew McIntyre pokonał CM Punka, którego sędzią specjalnym był Seth „Freakin” Rollins. Kilka tygodni przed wydarzeniem McIntyre ukradł bransoletkę Punka, na której widniały imiona jego żony (AJ Lee) i psa (Larry). Podczas walki na SummerSlam Punk odzyskał bransoletkę, ale przypadkowo ją upuścił. Rollins podniósł ją, aby ją usunąć z ringu, a Punk zaatakował Rollinsa, gdy myślał, że Rollins z nim zadziera, co ostatecznie kosztowało Punka walkę, po czym McIntyre ponownie ukradł bransoletkę. 12 sierpnia na odcinku Raw doszło do bójki, która zakończyła się biciem McIntyre’a przez Punka pasem. Na następnym odcinku, Punk ogłosił, że Generalny Menadżer Raw Adam Pearce zatwierdził Strap match na Bash in Berlin pomiędzy nim a McIntyre’em, który wyszedł i przyjął wyzwanie.

#### Pojedynek o WWE Women’s Tag Team Championship
Na Clash at the Castle: Scotland 15 czerwca, The Unholy Union (Alba Fyre i Isla Dawn) pokonali obrończynie tytułu Biancę Belair i Jade Cargill oraz Shaynę Baszler i Zoey Stark, które przypięły, aby zdobyć WWE Women’s Tag Team Championship. W ciągu następnych kilku tygodni, Belair i Cargill obiecały odzyskać tytuły. 2 sierpnia na odcinku SmackDown, Belair i Cargill pokonały Fyre i Dawn w rewanżu przez dyskwalifikację po interwencji Blair Davenport. Ponieważ mistrzostwa nie zmieniają właściciela w wyniku dyskwalifikacji lub wyliczenia, chyba że określono inaczej, Fyre i Dawn pozostały mistrzyniami. 23 sierpnia, Generalny Menadżer SmackDown Nick Aldis ogłosił, że Fyre i Dawn będą bronić swoich tytułów przeciwko Belair i Cargill na Bash in Berlin.

## Wyniki walk
| Nr                                 | Wyniki | Stypulacje | Czas  |
| ---------------------------------- | --- | --- | ----- |
| 1                                  | Cody Rhodes (c) pokonał Kevina Owensa poprzez pinfall                                                                             | Singles match o Undisputed WWE Championship | 23:16 |
| 2                                  | Bianca Belair i Jade Cargill pokonały The Unholy Union (Albę Fyre i Islę Dawn) (c) poprzez pinfall                                | Tag team match o WWE Women’s Tag Team Championship | 12:02 |
| 3                                  | CM Punk pokonał Drew McIntyre’a dotykając czterech narożników                                                                     | Strap match | 19:15 |
| 4                                  | The Terror Twins (Damian Priest i Rhea Ripley) pokonali The Judgment Day ("Dirty" Dominika Mysterio i Liv Morgan) poprzez pinfall | Mixed tag team match | 14:20 |
| 5                                  | Gunther (c) pokonał Randy’ego Ortona poprzez techniczne poddanie                                                                  | Singles match o World Heavyweight Championship Gdyby Orton zdobył mistrzostwo, zostałby on przeniesiony na Raw, a Gunther zostałby przeniesiony na SmackDown. | 34:28 |
| (c) – mistrz/mistrzyni przed walką | | |       |